# Les Gauff'
Pour les articles homonymes, voir Gauff.
Les Gauff' (anciennement Les Gauff' au Suc') est un groupe belge de musique alliant humour et rock 'n' roll.

## Historique
Le single Vamos à Salou, reprenant le principe de Torremolinos du groupe Sttellla, connaît un certain succès en Belgique et les propulse au rang de stars des foires de village dans toute la Région wallonne.
En 2004, le groupe décide de mettre fin à l'aventure et annonce son retrait de la scène. En 2006, sous la pression du public et des fans, les membres (à l'exception du chanteur Guss Bolin) décident de remonter sur les planches au prix d'un changement de nom. Ils renomment alors le groupe Les Gauff', Francis Joskin reprenant la place de chanteur. Le premier single des Gauff' est Tchouning.
Le groupe a été rejoint par Dj Didjé.
En 2014, tournée 20 ans plus qu'une dent et sortie de la première saison de Song Story sur Plug RTL.
En 2015, ils sortent un nouvel album et font une nouvelle tournée.
Sortie de la saison deux de Song Story sur Plug RTL.

## Étymologie
Le groupe « Les Gauff' au Suc' » tire son nom d'une spécialité de la région : la Gaufre de Liège prononcée avec l'accent liégeois.

## Membres

### Membres actifs
- Francis Joskin (Patrick Alen) : Guitare électrique et chant
- Willy Peters : Guitare basse et chant
- Pol Boubiet (Paul Kaba) : Clavier
- Marcel Teugels : Batterie et chant
- DJ Didjé (Olivier Soquette) : Disc Jockey et chant

### Anciens membres
- Guss Bolin (Vincent Bleus) : Chant
- Fernand Dupuis : Batterie

## Particularités
Le groupe se distingue par une autodérision constante, un accent liégeois volontairement très prononcé, voire exagéré, et un souci permanent de se moquer de ses compatriotes et des habitudes des Wallons : les courses Akora, la visite médicale, la foire ou encore la mer sont autant d'exemples de leur humour gras et souvent scatologique.
Leurs concerts énergiques où ils apparaissent sur scène dans des déguisements ridicules, se lançant dans des blagues improvisées avec le public, leur permettent d'acquérir rapidement une certaine renommée locale.

## Discographie
- Les Gauff' au Suc' (maxi 4 titres) (1998)
- Ze live du "mon dentier" (1999)
  - Né Vicieux
  - La Visite Médicale
  - Le Blues Du Chômeur
  - La Mouche
  - I Wanna Sing
  - Les Boums
  - Rosette Kinkin
  - Toutes Des Wasses
  - Week-End A La Campagne
  - Helle
  - Les Courses Akora
  - Diarrhée
  - Descente Sur La Foire
  - Père Nowel
  - Vamos A Salou
  - Au Chtalaming
- Vamos a Las Vegus (2003)
  - Millionnaire
  - Régime
  - J'Emmerde
  - Ah Les Bouchons !
  - Les Blondes
  - Odeurs Et Déception
  - La Meraveck
  - Zoo Ligans
  - Thérèse
  - Œstrogène Dominical
  - Staraca
  - Ucontand
- Un dernier pour la route (2004)
  - Car Wash
  - Banneux
  - Salou
  - Rozette
  - Helle
  - Poutatat
  - Waafti
  - Chtalaming
  - Millionnaire
  - Live Des 10 Ans St Lambert
  - Wah Quel Rôle
  - Orovision
  - Zooliganes
  - Malou
  - Chtalaming (Instrumental)
  - Salou (Instrumental)

## Produits dérivés
Le Monopoly Gauff en décembre 2016